# ピーターラビットのおはなし
ピーターラビットのおはなし（英語: The Tale of Peter Rabbit）はビアトリクス・ポターが文章および挿画を手掛けた子ども向けの絵本である。イタズラ好きのピーターラビットが、マグレガーさんの庭でいたずらをし、見つかって追われるが、結局脱出することができたという内容である。物語は1893年に、ポターの元家庭教師、アニー・カーター・ムーアの5歳の息子ノエル・ムーアのために執筆された。1901年にポターによる改訂を経て自費出版された。その後、いくつかの出版社から出版を断られるも、商業出版として1902年にフレデリック・ウォーン社より刊行された。この本は商業的な成功を収め、その年のうちにすぐ複数回増刷された。この本は36もの言語に翻訳された。4500万部も売れたオールタイム・ベストセラー作品である。

## あらすじ

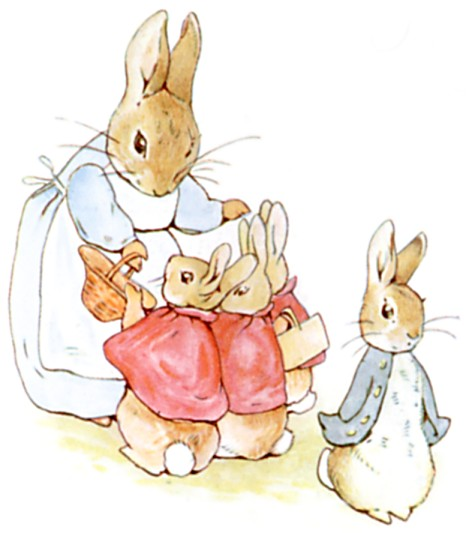

この物語はうさぎの家族の話である。ある時、寡婦となった母親うさぎが子供たちに、お父さんは畑に入り、マグレガーさんにつかまりパイにされたことを伝え、「マグレガーさんの畑に入らないように」と忠告する。子供のうち3匹の娘のうさぎたちは母親のいうことを聞いて、畑には入らずブラックベリーを摘みに行ったが、いたずら好きのピーターはマグレガーさんの畑に入り、おやつに畑の野菜を食べてしまった。野菜を食べ過ぎてお腹が痛くなったピーターは、パセリを探しに行った。しかしピーターはマグレガーさんに見つかってしまい、ジャケットと靴が脱げるほどの勢いで逃げて、小屋にあった如雨露に隠れたが、結局見つかってしまう。しかしピーターは何とか逃げ切り、ついにマグレガーさんはピーターを見失った。マグレガーさんが飼っている猫の後ろをそっと通り過ぎ、遠くからピーターが最初に入った門を見つけた。しかしながらその時ピーターはまたマグレガーさんに見つかってしまい、追いかけられる。ピーターは一目散に逃げ、門に引っかかってもがくが、なんとか外に出ることに成功した。逃げ切ったものの、ピーターはジャケットと靴を畑に忘れて行ってしまった。ジャケットと靴は、マグレガーさんの畑の案山子に吊るされることとなった。家に帰った時、ピーターは具合が悪い様子だったので、お母さんはベッドまでピーターを連れて行って寝かしつけた。ほかの行儀のよい子供たちは夕食は豪華にパンと木苺を食べ、ミルクを飲んだが、ピーターはカモミールのお茶を飲んだ。

## 出版までの経歴

### 私家版
ポターは『ピーターラビットとマグレガーさんの畑』というタイトルの作品を出版社に送ったが、原稿は出版社から送り返されてしまった。ポターは自らの本がどのような見た目のものになるべきか十分理解しており（フォーマットと書き方はヘレン・バンナーマンの 『ちびくろサンボ』を元にしていた）、出版社の拒絶にストレスを感じていた。ポターはこの本が「いくらかかるのか」についてもすでに考えていた。ポターは自分で本を出版することを決意し、1901年の12月16日に、自分で250冊もの『ピーターラビットのおはなし』を印刷し、友達や家族に配った。

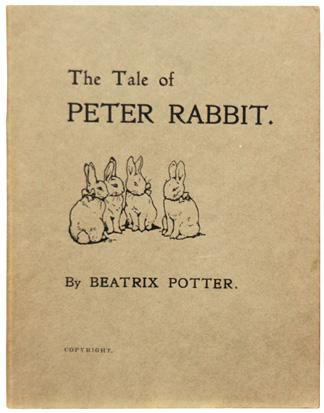
1901年に発行された私家版『ピーターラビットのおはなし』

### 出版社からの刊行
1901年、ポター家の友人で時々詩人として活動をしていた聖堂参事会員のハードウィック・ローンズリーはポターの物語を書きかえ、ひどい出来の教訓的な詩に変えて、ポター自身のイラストと修正した原稿を半分程度添え、フレデリック・ウォーン社に提出した。ウォーン社は以前、ポターの原稿を拒否し、ローンズリー版も拒絶したが、ポターの完全な原稿を見たがっていた。ウォーンは、『ピーターラビットのおはなし』が大人気であるヘレン・バナーマンの『ちびくろサンボ』やその時売られていた他の児童書と競合できる機会を与えてくれるのではないかということで、ポターの本に関心を示すようになった。 ウォーンがイラストに色がない理由を尋ねたとき、ポターは、ウサギの茶色や緑色は色つきの絵にするには面白くないと答えた。ウォーンは本を出版しないと言ったが、将来出版できるかもしれないという可能性が開かれた。
ウォーンは「うさぎ本」（ウォーン社はこのように本を呼んでいた）の全体に挿絵を入れることを求めた。そして挿絵を「42枚から32枚」に絞ることを示唆し、さらにどれを削除すればいいか印もつけた。当初、ポターは本の絵に色を入れなかったが、着色しないという頑固な態度は良くないと気付き、「数枚の色つきの絵と、私家版」をウォーンに送った。そしてウォーンは絵本のイラストレーター、レズリー・ブルックにその絵を提出し、意見を求めた。ブルックはポターのイラストに感激し、そしてブルックの推薦は幸運にも小型絵本のブームの時期と一致していた。
一方、ポターは『シャーロック・ホームズ』の作者のアーサー・コナン・ドイル（子どもが本を欲しがっていた）や友人、家族に自分で印刷した本を渡し続けていた。250冊分が配り終えた時には、さらに200冊用意され、ポターは、最愛のペットのピーターが死んだとある1冊に記している。
ポターとウォーンは5000冊を発行することで同意し、1902年6月にはついに公式に契約を結んだ。ポターは、公式に刊行されるまで必要であれば絵を描き足したり、句読点を見直したり、必要なところは絵を書き直したりして、編集プロセスに深く関わった。挿絵用の版木や文章は印刷業者エドマンド・エバンスに送られた。ポターはゲラを受け取って校正し、公式に刊行される1902年10月上旬前には初版8000冊が売り切れた。その年の終わりには28000冊印刷され、1903年の中旬には第5刷まで出来て同じ月には第6刷も出来上がった。最初に商業出版された1年後には56470部が印刷された。

## 文芸批評
レーモン・ロスは "Storyteller: The Classic that Heralded America's Storytelling Revival" で、語るに適した物語と読書に適した物語の違いについて書いたが、『ピーターラビット』シリーズは読書のために作られた物語であると説明した。彼は、ポッターがサスペンスと緊張感の混合を作りだしたと思い、ロスが続けて書いた説明によると、ポターは幼い読者が読みやすいように文体を「読みやすい無駄のない文章形態」で書いていた。